# Анализ ликвидности
Объемный анализ рынка  (или анализ ликвидности  ) — это метод прогнозирования рыночной (биржевой) цены на финансовый актив, основанный на изучении информации об объемах торгов и выявлении цен, по которым количество сделок было зарегистрированы значительно выше среднего.

## Виды  анализа рынка
Данный метод анализа рынка является довольно молодым по сравнению с техническим и фундаментальным анализами рынка. Для понимания отличий, необходимо разобраться в сути того, с какой информацией работает трейдер, и сравнить указанные способы прогнозирования изменения рыночных котировок.
1. Фундаментальный анализ основывается на изучении финансовых показателей компании ( отчетность прошлых периодов времени )  и сравнении ее “внутренней" стоимости с рыночной оценкой цены акций компании. Основным недостатком данного анализа является его слабая привязанность к фактору времени и фактическое отсутствие определения уровня входа в рынок.
2. Технический анализ базируется на прогнозировании рыночных цен на основании закономерностей изменения цен в прошлом и изучает графическое отображение изменения биржевых котировок структурированных по временному признаку в бары или свечи. Понимание формирования “бара” (или “свечи”) приводит к общему пониманию формирования графика и информации, которую он отображает.
3. Объемный анализ рынка предлагает структурировать информацию о торгах в кластеры , в которых объем совершенных сделок по каждой конкретной цене будет просуммирован в рамках рассматриваемого промежутка времени ( timeframe ) / Это позволит оценить ситуацию о торгах в моменте и идентифицировать крупные сделки . Таким образом оценивается фактическая информация в настоящий момент времени , а не события прошлого , которые в настоящем времени могут утратить свою значимость .

## Механизм работы биржи
Биржа, как любая система, состоит из участников, механизма их взаимодействия и целей, которые они преследуют. В упрощенном виде, оставив за рамками внебиржевые сделки и сделки совершенные через деривативы, механизм взаимодействия биржи включает:
1. Depth of Market (DoM или "стакан" в российском варианте биржевого сленга). DoM содержит лимитные заявки на покупку и продажу по конкретным уровням цен (корректнее будет называть их “пассивными заявками”).
2. Поток ордеров (“ленты тикера” или Time & Sales). В потоке ордеров отображаются уже совершенные сделки с данными о времени совершения сделки, цене по которой она была совершена и объеме данной сделки. Кроме того, отображается направление сделки, которое может быть определено:
  - по агрессору или, иными словами, инициатору совершения сделки,
  - по направлению тика.

После этого на графике появляется точка или, точнее, “тик” с координатами времени по оси абсцисс и цены - по оси ординат. Совокупность тиков за выбранный промежуток времени формирует простейший линейный график (“тиковый график”). Фиксация цены начальной и последней сделки за выбранный временной период, а также - максимальной и минимальной цены за тот же период, формирует минимальную структурную единицу любого графика - “бар” или “свечу”.
Исходя из данной информации можно не только идентифицировать совершение крупных сделок , но и сделать заключение о том в соответствии с каким алгоритмом формировалась данная позиция

## Значение информации об объемах торгов с точки зрения технического анализа рынка
Технический анализ долгое время был единственным и доминирующим форматом прогнозирования рыночных цен. Однако, многие аналитики отмечали, что этот метод практически игнорирует информацию об объеме совершенных сделок. Таким образом, следующим шагом развития технического анализа стало выведение информации об объеме на график в нижнюю гистограмму, для отображения суммарного количества сделок за данный промежуток времени. До сих пор этой информации технические аналитики придают очень большое значение (достаточно обратиться к таким авторитетным изданиям как Мэрфи или Швагер). Трудно не согласиться с утверждением, что сделка объемом в $1 000 000, способна повлиять на изменение котировки актива значительно больше, чем сделка объемом в $10.

## Данные об объемах торгов
Подобную структуризацию данных об объемах торгов предоставляют  различные платформы объемного анализа рынка ( например VolFix или Bloomberg ) поскольку данная структуризация требует дополнительных затрат то доступ к данным является платным . В связи этим хотелось бы отметить тот факт , что с точки зрения Теории Игр , игра на бирже является игрой с отрицательной суммой ( то есть суммарный выигрыш всех игроков меньше их суммарных ставок ) и в соответствии с данной теорией для регулярного извлечения прибыли из данной игры необходимо обладать явным преимуществом над другими игроками . Такое  преимущество дает только дополнительная  информация  , очевидность данного утверждения подчеркивает тот факт , что использование такой  дополнительной  информации как инсайд ( inside )  является не законной так как даёт 100 %  преимущество над другими игроками . Таким образом получение информации об объемах торгов является в данный период времени осязаемым преимуществом над другими игроками .